# Festival international du film haïtien de Montréal
Le Festival international du film haïtien de Montréal, consacré au cinéma haïtien, présente des films d'Haïti, du Canada, des États-Unis d'Amérique, de la Suisse, de la France, des Pays-Bas, du Royaume-Uni, de Cuba et de la République dominicaine, en plus de conférenciers.

## But
Le festival a comme but d'approcher les liens entre le Québec et Haïti, d'ajouter une offre culturelle dans la capitale nationale, de mieux comprendre la société haïtienne, dans le but de la démystifier et de la rendre accessible.  

## Lieux
Ils seront présentés au cinéma de l'ONF, du Guzzo de Lacordaire et du Parc à Montréal. Il y a aussi des présentations à Québec (Le Clap).